# Liza von Lambeth
Liza von Lambeth (engl. Liza of Lambeth) ist ein Roman von William Somerset Maugham aus dem Jahr 1897, den der Autor als sein erstes Buch während der Tätigkeit als angehender Arzt in dem Londoner Arbeiterbezirk Lambeth geschrieben hatte. Nach dem umstrittenen Erfolg seines Erstlings gab Somerset Maugham den Arztberuf auf und betätigte sich fortan schriftstellerisch.
Die deutsche Ausgabe kam 1953 heraus.

## Inhalt
Die 18-jährige Fabrikarbeiterin  Liza Kemp wohnt zusammen mit ihrer Mutter, einer verwitweten 65-jährigen Trinkerin, im Londoner Stadtteil Lambeth. Den ernstgemeinten Heiratsantrag ihres jungen, linkischen aber grundsoliden Freundes Tom lehnt Liza ab und verliebt sich in den mindestens doppelt so alten Jim Blakeston. Der verheiratete Vater von fünf Kindern weiß genau, wie er sich eine Geliebte gefügig macht. Trotzdem strahlt Liza vor Glück und Wonne. Der Liebessommer neigt sich seinem Ende entgegen. Liza fühlt sich schwanger. Jim kann sich nicht entschließen, seine geliebten Kinder Lizas wegen zu verlassen. Die zahlreichen Stelldicheins des Liebespaares waren bei der neugierigen Nachbarschaft über mehrere Monate hinweg nicht unbemerkt geblieben. Jims Ehefrau Mrs. Blakeston, eine grobschlächtige Person, die das sechste Kind erwartet, hat längst Lunte gerochen. Sie stellt Liza auf der Straße und prügelt sie – umkreist von einer sensationslüsternen Zuschauerschar – halbtot. Liza stirbt an den Folgen des ungleichen Kampfes wenig später.

## Form
Somerset Maugham hat seinen Romanerstling einfach strukturiert. Der Autor ist sich bewusst – den rechten Ton hat er noch nicht gefunden. So bittet er den geschätzten Leser, sich das Seine zu denken, wenn es um die „gemilderte“ Wiedergabe der ungehobelten Dialoge seiner Figuren aus der Londoner Arbeiterschaft geht. Und wenn sich Mrs. Kemp – das ist Lizas Mutter – in ihren andauernden Tiraden ständig wiederholt, dann resigniert der junge Autor.

## Interpretation
Die Gesellschaftskritik ist unübersehbar. Zum Beispiel wird die Londoner Polizei kritisiert, die sich bei Prügeleien auf offener Straße mitunter heraushält.

## Ausgaben
- Liza of Lambeth. William Heinemann Ltd 1897
- Liza of Lambeth. Penguin Books 1973
- Liza of Lambeth. Arc Manor 2008, ISBN 1-604-50535-4
- Lisa von Lambeth. Roman. Aus dem Englischen (Liza of Lambeth) von Irene Muehlon. Diana, Stuttgart 1953
- Liza von Lambeth. Roman. Aus dem Englischen von Irene Muehlon. Diogenes, Zürich 2005 (1. Aufl. 1985), ISBN 3-257-21307-7